# 馬桂源
馬 桂源（ば けいげん、Mǎ Guìyuán、1843年 - 1873年）は、回民蜂起の指導者の一人。
甘粛省河州出身。イスラム教のフフィー教団を創設した馬来遅の4世の子孫にあたり、1860年に教主だった兄の死去により、教主となった。1862年に回民と漢民族との衝突をきっかけに、馬文義率いる回民とサラール族が蜂起し、馬桂源が宗教的指導者に推された。清朝は鎮圧することができず、1868年に馬桂源を西寧府知府、兄弟の馬本源を西寧鎮総兵代理に任命した。こうして西寧地方はほぼ清から独立した状態となった。1871年、馬文義が病死したが、このとき陝西回民軍の白彦虎・禹得彦・崔偉が西寧に逃れてきており、清への徹底抗戦を説いていた。1872年、清軍を率いる左宗棠は部下の劉錦棠に西寧攻撃を命じ、ここに至って馬桂源は「統領陝湟兵馬大元帥」を名乗り、防衛にあたることになった。8月より戦闘が開始し、2カ月の戦闘の後に劉錦棠軍は西寧に入り、禹得彦・崔偉と馬桂源の叔父の馬永福は投降した。馬桂源兄弟はパエンロンゴ（巴燕戎格）に逃れて抵抗を続けた。しかし1873年2月には白彦虎軍が大通で敗れて粛州に逃れ、パエンロンゴは孤立無援となった。3月に馬桂源兄弟はさきに清軍に投降していた河州の回民指導者馬占鰲にだまされて捕らえられ、蘭州に送られ処刑された。